# Acropora rosaria
Acropora rosaria är en korallart som först beskrevs av James Dwight Dana 1846.  Acropora rosaria ingår i släktet Acropora och familjen Acroporidae. IUCN kategoriserar arten globalt som otillräckligt studerad. Inga underarter finns listade i Catalogue of Life.